# Edmund Paweł Zieleniewski
Edmund Paweł Zieleniewski (junior) (ur. 25 stycznia 1893 w Krakowie, zm. 27 marca 1971) – polski przemysłowiec.

## Życiorys
Syn Edmunda Jana Kantego Zieleniewskiego. Wykształcenie zdobył na Königliche Technische Hochschule zu Danzig. Należał do Polskiej Korporacji Akademickiej Związek Akademików Gdańskich Wisła. W czasie I wojny światowej był oficerem w armii austriackiej. W 1918 jako szef Sekcji Handlu i Przemysłu Polskiej Komisji Likwidacyjnej, przejmuje z rąk kapitulujących Austriaków fort na Kopcu Kościuszki.
Po odzyskaniu przez Polskę niepodległości został przyjęty do Wojska Polskiego. Został awansowany do stopnia porucznika rezerwy korpusie inżynierii i saperów ze starszeństwem z 1 czerwca 1919. W 1923, 1924 był oficerem rezerwowym 5 Pułk Saperów. W latach 1919–1923 był dyrektorem naczelnym zakładów koncernu  Polskie Fabryki Maszyn i Wagonów L. Zieleniewski S. A. we Lwowie. W latach 1924–1930 pełnił funkcję dyrektora administracyjnego fabryki w Krakowie. W 1930 odszedł z fabryki krakowskiej zostając dyrektorem naczelnym firmy Babcock-Zieleniewski w Sosnowcu. Od 1937 pracował jako dyrektor i przedstawiciel generalny zakładów w Sosnowcu i Dąbrowie Górniczej w warszawskim biurze firmy. Premier Sławoj Składkowski postanowił powierzyć mu stanowisko ministra przemysłu i handlu, jednak wojna uniemożliwia te plany.
W okresie okupacji niemieckiej pracował w Warszawie, w biurze firmy Babcock z Sosnowca.
Po wojnie pracował przy odbudowie Warszawy, zajmował się energetyką, brał udział w uruchomieniu Elektrowni Warszawskiej i Elektrowni Pruszków.